# Елмвуд Парк (Висконсин)
Елмвуд Парк (енгл. Elmwood Park) град је у америчкој савезној држави Висконсин.

## Демографија
По попису из 2010. године број становника је 497, што је 23 (4,9%) становника више него 2000. године.
| Група             | 2000.       | 2010.       |
| Белци             | 452 (95,4%) | 435 (87,5%) |
| Афроамериканци    | 16 (3,4%)   | 21 (4,2%)   |
| Азијати           | 0 (0,0%)    | 12 (2,4%)   |
| Хиспаноамериканци | 6 (1,3%)    | 25 (5,0%)   |
| Укупно            | 474         | 497         |